# Isla de San Jorge
San Jorge (en portugués: São Jorge) es una isla del Grupo Central del archipiélago de las Azores (Portugal), separada de la isla del Pico por un estrecho de 15 km, el canal de San Jorge. La isla tiene 53 km de largo y 8 km de ancho, siendo su superficie total de 237,59 km² con una población de 8.373 habitantes (2021). Políticamente está dividida en dos municipios: el de Velas y el de Calheta.

## Geografía
La isla está atravesada por una cordillera montañosa que alcanza una altura máxima de 1053 metros, en el pico de la Esperanza. La costa, en general, es rocosa con algunas fajanas (restos de antiguas coladas de lava), donde se desarrollan los núcleos urbanos.
La isla tiene 55 km de largo desde la Ponta dos Rosais hasta el islote Topo y una anchura máxima entre Fajã das Pontas y Portinho da Calheta (aproximadamente 7 km). Posee una superficie de 246 km², con una diferencia evidente en el relieve entre la parte occidental y la oriental de la isla: la costa occidental está rodeada de acantilados, mientras que la costa oriental es morfológicamente más llana. Del mismo modo, el contraste entre las costas norte y sur son evidentes; además de varias fajanas en ambas costas, la costa norte tiene acantilados afilados, mientras que la costa sur está menos inclinada. Sobre una de esas fajanas existe la Laguna de la Fajana dos Cubres, un lugar de importancia ecológica y prácticamente un caso único en Azores al ser una laguna de agua salobre y sujeta a las mareas que remueven sus aguas contribuyendo a la oxigenación de las mismas. 
Única entre las islas Azores, San Jorge es característica por su forma larga y delgada y susceptible a la erosión oceánica. La isla se construyó sobre vulcanismo fisural asociado con la tectónica de placas de la dorsal mesoatlántica y una falla transformante que se extiende desde la dorsal hasta la isla de San Miguel (conocida como la falla de San Jorge). A través de sucesivas erupciones fisurales la isla fue edificada: los únicos restos de estas fuerzas son la línea de conos volcánicos que se extiende a lo largo de la cresta central (aproximadamente 700 metros de altitud).

## Clima
Está situada en medio del océano Atlántico, en una zona de altas presiones que goza de los beneficios de la influencia de la corriente del Golfo, al cual mantiene la temperatura del agua entre 17 °C y 23 °C y la temperatura atmosférica oscilando entre 13 °C y 24 °C. Ronda un nivel de humedad alrededor del 75% y el nivel de precipitaciones ha moldeado el aspecto físico de la isla.

## Historia

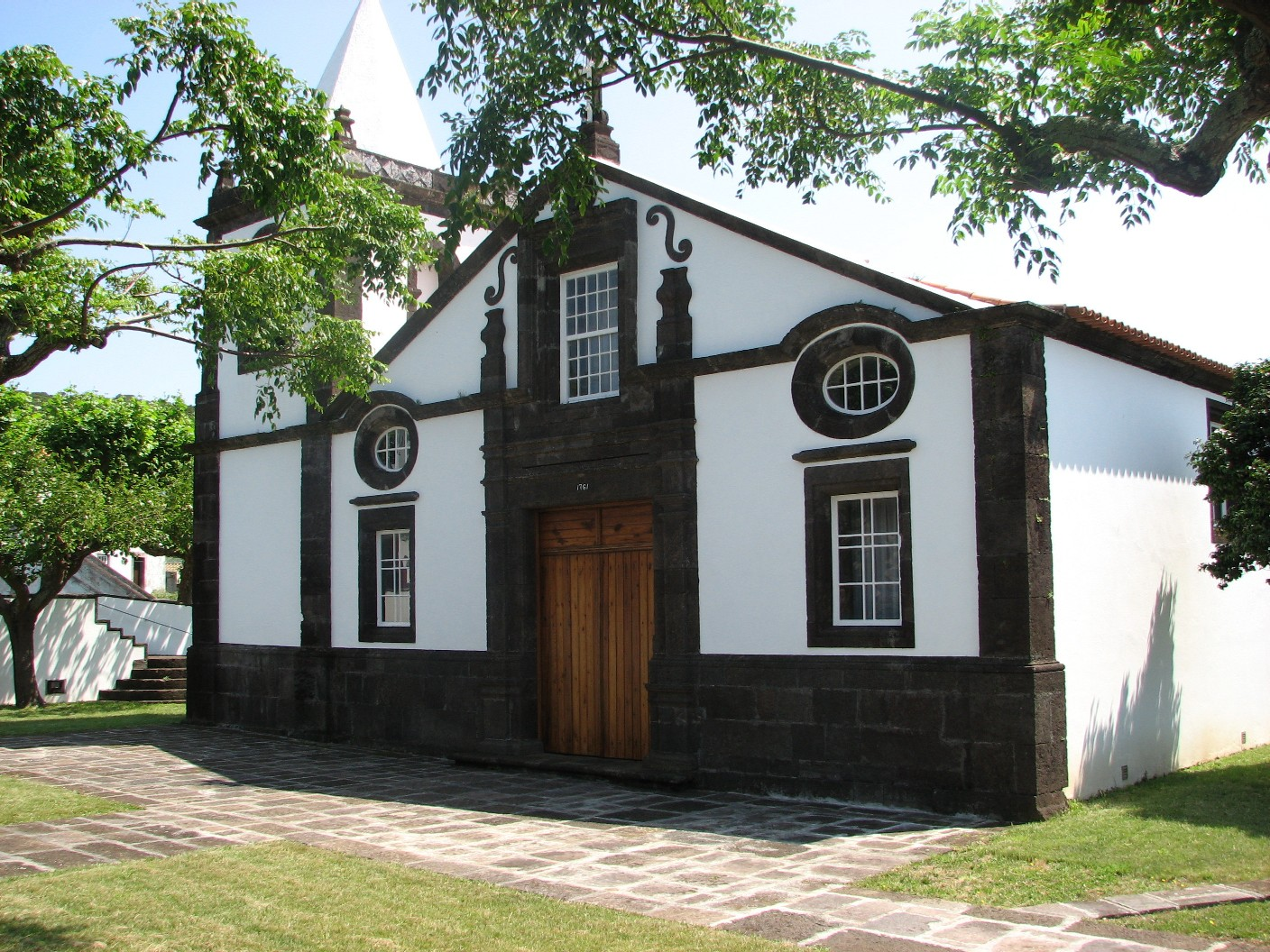
Iglesia típica de esta isla, construida durante la era colonial.

En la cartografía genovesa y aragonesa del siglo XIV, la isla es conocida como isla de San Jorge. Esta designación fue mantenida por el Infante D. Henrique. Su poblamiento comenzó hacia 1460. Estudios recientes apuntan a que el primer núcleo poblacional se encontraba en la ensenada de las Velas, cuya población se fue extendiendo a Rosais, Beira, Queimada, Urzelina, Manadas, Toledo, Santo António y Norte Grande. Otro núcleo de población se encontraba en Calheta con irradiación desde allí a Biscoitos, Norte Pequeno e Ribeira Seca.
La isla ya estaba habitada cuando João Vaz Corte Real, capitán-donatario de Angra (en Isla Terceira), obtuvo la Capitanía de la Isla de San Jorge por carta del 4 de mayo de 1483 (archivo de Azores, vol. 3, pág. 13). En 1500 la población de Velas es elevada al rango de villa y sede del consejo. Fracasado el poblamiento de la Isla de Flores, el noble flamenco Willehm Van der Hagen (conocido en Portugal como Guilherme da Silveira), fundó un asentamiento en el sitio de Topo. En 1510 Topo es elevado al rango de villa y sede del consejo y Calheta también fue elevada a villa y sede de consejo el 3 de junio de 1534.
Entre 1580 y 1907 hubo, por lo menos, seis erupciones importantes, diez personas murieron durante la erupción de 1580 y ocho en 1808. En 1850, los viñedos de la isla fueron devastadas por la plaga de la filoxera, que tuvo un efecto terrible sobre la economía hasta el desarrollo de la industria de la naranja (alrededor de 1860). El aislamiento de la isla terminó después de la finalización de los puertos de Velas y Calheta. 
Durante la guerra civil portuguesa, las fuerzas liberales estaban estacionadas en la isla después del 10 de mayo de 1831. En general, los residentes de la isla han vivido durante muchos años en aislamiento, interrumpidos por las escasas visitas de las autoridades, los barcos comerciales de las islas locales, y el noble ocasionales que ha venido a contemplar el paisaje local. 
Con la inauguración de sus puertos y el aeropuerto (23 de abril de 1982) las empresas comerciales han crecido (en especial la exportación de los quesos de la zona), la expansión de la ganadería, la pesca y una industria de pequeñas embarcaciones.

## Fiestas
Los principales festivales populares de la isla no son diferentes a las que se celebran en las islas del archipiélago. Son una importante manifestación de carácter religioso de las islas. Estos festivales se producen todos los domingos durante las siete semanas antes de Semana Santa, y culminar en el séptimo domingo, Pentecostés, aunque algunas tradiciones varían de lugar a lugar. En general, hay procesiones en las iglesias y las masas asociadas a este festival.
Semana Velas Cultura (Semana de la Cultura) es también otra festividad que mezcla las tradiciones locales y las influencias culturales del exterior. Durante esta semana exposiciones y presentaciones de la cultura local de las Azores se mezclan con los conciertos locales, corridas de toros, y finalmente una regata.
Mientras tanto, en la localidad de Calheta el Festival de Julho (Festival de julio) se destacan cuatro días de festividades que reúne a las procesiones étnicas, comedias musicales, presentaciones teatrales y competiciones deportivas locales. 
Las Romerías (peregrinaciones religiosas) son una tradición de las comunidades católicas de la isla, y fuertemente vinculados a las catástrofes asociadas con los terremotos y las erupciones volcánicas históricas. La Romería de Nuestra Señora do Carmo, que se produce anualmente en Fajã dos Vimes (16 de julio), y el Romería del Santo Cristo, son las procesiones populares, donde caminan muchos fieles entre los santuarios religiosos, orando.

## Gastronomía

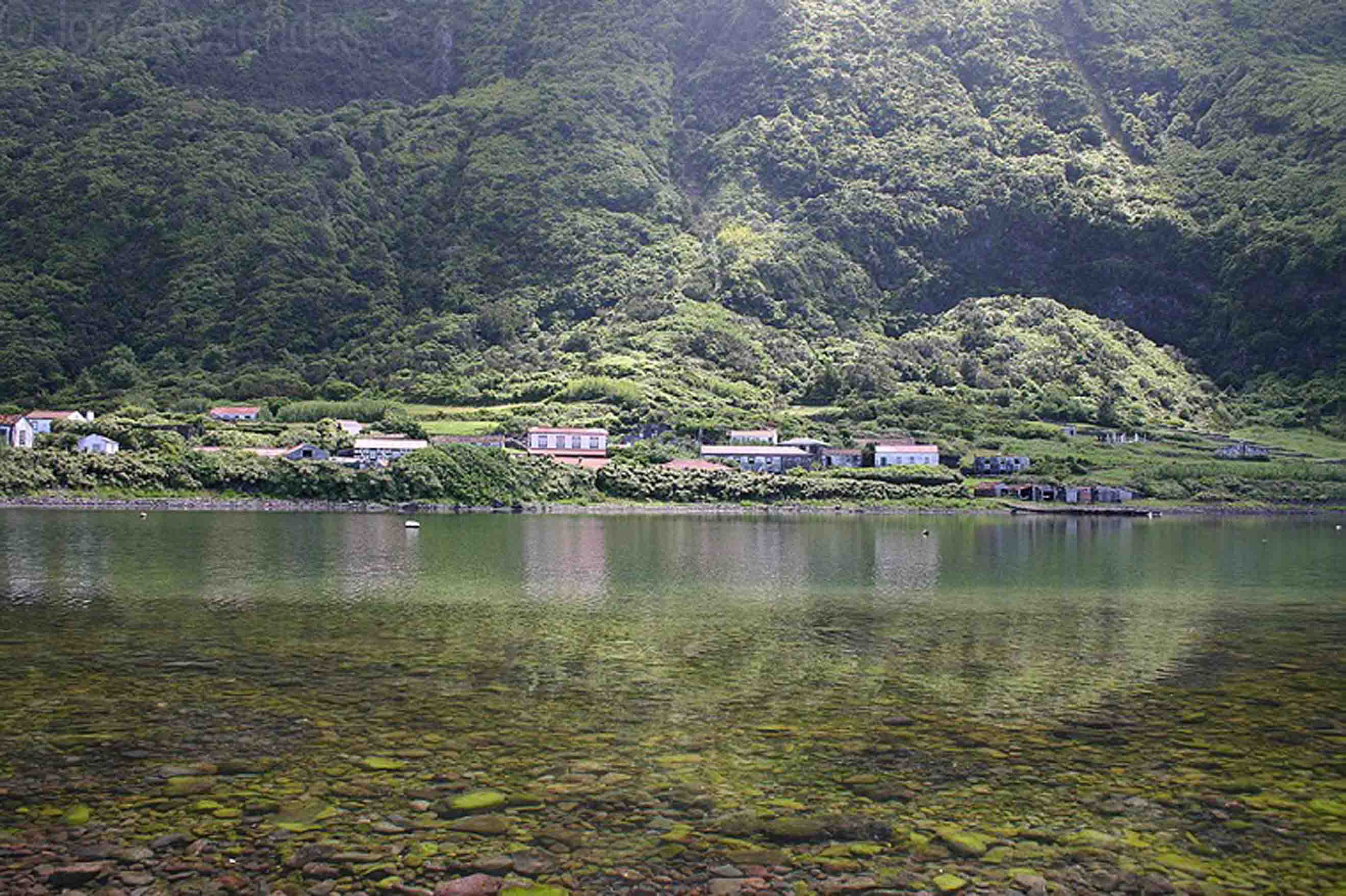
Fajana de Santo Cristo.

La gastronomía local incluye muchos aspectos básicos de las Azores, sino que incluye platos locales de pescado y carne de cerdo con una abundancia de especias. Los platos de almejas son bastante únicos de San Jorge, siendo el único lugar en el archipiélago donde las almejas son servidos. En general hay una gran cantidad de dulces locales para los turistas, entre ellos: coscorões, roquilhas de aguardiente, Especies, suspiros, olvidados, Vespera de bolos, cavacos, queijadas de leite, y branca açucareura. Además, el pan tradicional de maíz (a base de harina de maíz blanco o amarillo) sigue siendo muy popular.